# Гулмурод Халімов
Гулмуро́д Салі́мович Халі́мов (тадж. Гулмурод Салимович Ҳалимов, рос. Гулмурод Салимович Халимов) (нар. 14 травня 1975) — таджицький та ісламістський військовий командир.
Був підполковником і командиром спецпідрозділів поліції Міністерства внутрішніх справ Таджикистану до 2015 року, коли перейшов на бік Ісламської держави.

У вересні 2016 року повідомлялося, що його призначили військовим міністром ІДІЛ замість Абу Умара аш-Шишані; його призначення ІДІЛ не оголосив через побоювання, що він може стати мішенню для авіаударів антиіділської коаліції.

8 вересня 2017 року Халімова нібито вбито під час російського авіаудару поблизу Дейр-ез-Зора, Сирія.

Однак уряд Таджикистану, ООН та США вважали, що він був ще живий у 2019 році, хоча його точна доля залишалася суперечливою.
До 2020 року ісламістські бойовики стверджували, що він помер у певний момент; це джерело вважалося урядом Таджикистану ненадійним.

Попри це, Сполучені Штати виключили Халімова зі своєї програми «Винагорода за справедливість» до 2021 року.

## Біографія

### Раннє життя
Народився 14 травня 1975 року у Варзобі, Таджикистан, який тоді входив до складу СРСР.

### Служба в таджицьких силах безпеки
Зрештою, Халімов приєднався до таджицьких сил безпеки, пройшов підготовку на снайпера

та дослужився до командира таджицького спецпідрозділу ОМОН;

на цій посаді його вважали «одним з найкраще навчених офіцерів у країні».
Він допомагав уряду придушувати ісламістських екстремістів під час повстання в Таджикистані.

У 2003—2014 рр. Халімов брав участь у п'яти курсах боротьби з тероризмом у Сполучених Штатах та Таджикистані, навчаючись у Blackwater та армії США.

Немає жодних джерел, які б свідчили про те, що Халімов будь-коли мав релігійну підготовку чи займався проповідництвом.

### Зникнення
Халімов зник наприкінці квітня 2015 року

Примітно, що він був відсутній на зустрічі міністра внутрішніх справ Рамазона Рахімзоди з керівництвом поліції 6 травня в штаб-квартирі ОМОНу в Душанбе.

За словами його брата Назіра, його телефон та акаунти в соціальних мережах деактивували.

За словами членів родини, Халімов вийшов з дому 13 квітня, давши дружині близько 200 доларів кишенькових грошей, що менше, ніж сума, яку він часто давав їй перед відрядженнями.
Тим часом таджицькі ЗМІ, цитуючи неназвані джерела в правоохоронних органах, повідомили, що Халімов виїхав з Душанбе 1 травня разом з 10 іншими чоловіками, а пізніше його бачили в московському міжнародному аеропорту Шереметьєво, повідомляє інформаційне агентство «Азія-Плюс».

## Ісламська держава
Халімов знову з'явився 28 травня 2015 року в 10-хвилинному пропагандистському відеокліпі ІДІЛ, розміщеному в соціальних мережах та опублікованому медіацентром «Аль-Фурат»
,
у якому він пообіцяв «принести джихад до Росії», а також розкритикував таджицьких гастарбайтерів у Росії, називаючи їх «рабами невірних».

Хоча на той момент сотні таджиків уже приєдналися до ІДІЛ, втеча Халімова була «безпрецедентним випадком», оскільки він був успішним, високопоставленим офіцером і частиною істеблішменту
,
а не з бідних верств населення, з яких здебільшого вербують ісламістські групи. Втім, на думку регіонального експерта Дейрдре Тайнан, втеча Халімова була симптоматичною, оскільки «у людей у [таджицьких] цивільних та безпекових службах існує елемент сумніву щодо напрямку розвитку їхніх країн» та зростає підтримка радикальних релігійних ідеологій.

Халімов був найвідомішим з понад 2000 таджиків, які, як повідомляється, приєдналися до ІДІЛ.

Після приєднання до ІДІЛ Халімов вирушив до Сирії, де обійняв посаду військового міністра та став важливим вербувальником для цього угруповання.

Таджицькі органи безпеки стверджували, що Халімов особисто керував підрозділом із 200 бойовиків, включно з 50 європейцями у Сирії, та брав участь у плануванні терористичних атак у Центральній Азії, а також в Європі.

У липні 2017 року четверо його родичів вбили в Таджикистані, а трьох заарештували сили безпеки; за даними уряду, вони були прихильниками ІДІЛ.

### Реакція Таджикистану
Генеральний прокурор Таджикистану Манучехр Махмудзод 29 травня 2015 року оголосив про розслідування діяльності Халімова.
3 червня Генеральна прокуратура заявила, що полковник Гульмурод Халімов розшукується за скоєння таких злочинів, як державна зрада та незаконна участь у військових діях за кордоном. «Діючи за найманські цілі, він приєднався до міжнародної терористичної організації, яка називає себе Ісламською державою», — йдеться у заяві.

### Санкції США та ООН
29 вересня 2015 року Державний департамент США запровадив проти нього санкції.

Також 29 лютого 2016 року Комітет із санкцій проти «Аль-Каїди» Ради Безпеки ООН запровадив проти нього санкції.

У серпні 2016 року Державний департамент США призначив за Халімова винагороду в розмірі 3 мільйонів доларів США в межах своєї програми «Винагорода за правосуддя».

### Повідомлення про смерть та суперечки щодо його долі
8 вересня 2017 року Халімова нібито убито під час російського авіаудару поблизу Дейр-ез-Зора разом з Абу Мухаммадом аш-Шималі, за непідтвердженими повідомленнями про атаку з використанням російських високоточних бомб БетАБ-500 для знищення бункерів.

ООН

та уряд Таджикистану й далі вважали, що Халімов вижив, хоча й не обов'язково як член ІДІЛ.

У 2019 році таджицька влада заявила, що Халімов переїхав до провінції Бадахшан на півночі Афганістану.

Натомість ООН стверджувала, що він досі перебуває в Сирії, очолюючи підрозділ із 600 таджицьких бойовиків у провінції Ідліб після втрати посади військового міністра ІДІЛ.

3 серпня 2020 року міністр внутрішніх справ Таджикистану Рамазон Рагімов заявив, що таджицькі бойовики ІДІЛ розповіли про загибель Халімова та його родини внаслідок авіаудару в Сирії, хоча пізніше він уточнив свою заяву, стверджуючи, що ці джерела не обов'язково є достовірними.

Без подальших доказів його смерті уряд Таджикистану продовжує вважати його живим.